# Linda Cory
Linda Ann Cory (* 5. April 1951) ist eine australische Badmintonspielerin. 

## Karriere
Linda Cory nahm 1974 an den British Commonwealth Games teil. Im Mixed und im Doppel konnte sie dabei bis in die zweite Runde vordringen, während im Einzel schon in der ersten Runde Endstation war. 1976 siegte sie bei den Victoria International.